# Galway (stad)
Galway (Iers: Gaillimh) is een stad aan de westkust van Ierland, en de hoofdstad van het graafschap Galway. Galway is een universiteitsstad en vormt het bestuurlijk centrum van West-Ierland - niet alleen voor het eigen stadsbestuur, maar ook voor het bestuur van het graafschap en de regionale autoriteit voor het westen.
De meest waarschijnlijke verklaring voor de naam van de stad is dat deze genoemd is naar de rivier de Corrib die door de stad stroomt. In het Iers is de naam voor de rivier 'Gaillimh', wat 'stenig' betekent. Galway is met bijna 80.000 inwoners naar Ierse begrippen een grote stad en het inwonersaantal is groeiende.

## Geschiedenis

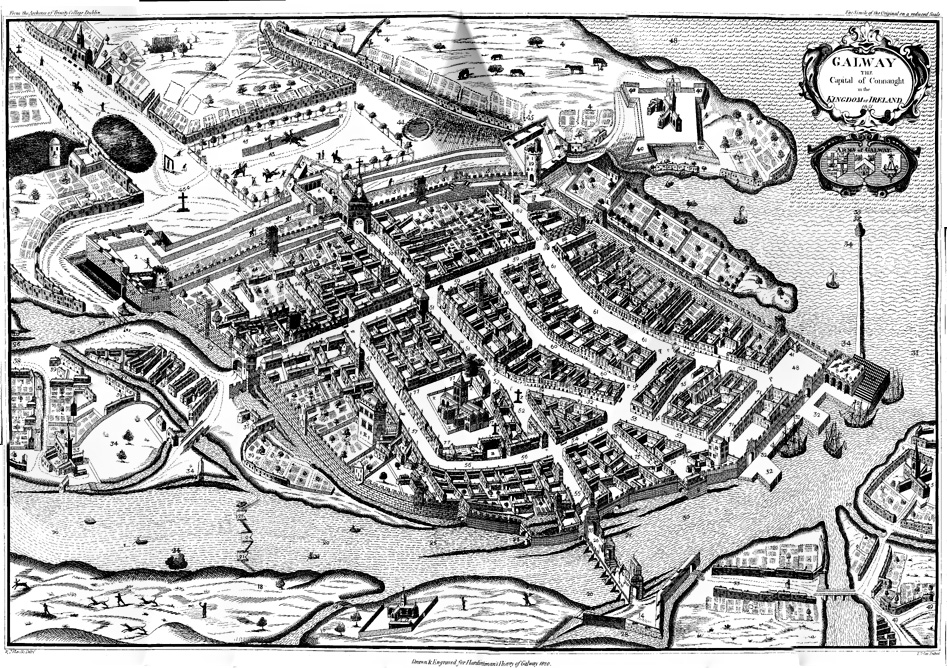
Galway in de middeleeuwen

Volgens een oude bron werd in 1124 een fort gebouwd aan de monding van de Corrib. Daarmee staat vast dat de geschiedenis van de stad in ieder geval teruggaat tot het begin van de twaalfde eeuw. Dat fort, of kasteel, werd gebouwd door de toenmalige koning van Connacht.
In het begin van de dertiende eeuw werd het kasteel veroverd door Richard Mor de Burgh. Zijn nazaten heersten ruim honderd jaar over Galway. In deze periode kreeg de stad zijn eerste omwalling. Na de val van de familie de Burgh streefde de stad naar zelfstandigheid. In 1396 verkreeg Galway enige zelfstandige rechten van de Britse kroon. Honderd jaar later in 1484 verkreeg Galway volledige stadsrechten.
In de daarop volgende anderhalve eeuw beleefde Galway een periode van grote bloei. De stad werd bestuurd door veertien families die bekendstonden als de Tribes of Galway. In deze periode onderhield Galway handelscontacten met Frankrijk en Spanje.
In de zeventiende eeuw koos de stad tot twee keer toe de verliezende partij in de twisten die Ierland toen teisterden. Tijdens de opstand van 1641 steunde de stad de katholieke rebellen, bij de strijd tussen Willem III en zijn schoonvader Jacobus II koos Galway voor de katholieke Jacobus. Die 'verkeerde' keuzes hadden een zeer negatief effect op de ontwikkeling van de stad. De oude handels-elite was katholiek. Zij werd uit het bestuur van de stad verbannen waardoor haar invloed snel verminderde. De handel verliep grotendeels overzee.
De achttiende- en negentiende eeuw waren voor de stad een periode van achteruitgang. Dat werd nog versterkt doordat het achterland, het plattelandsgebied van Galway tot de zwaarst getroffen gebieden behoorde tijdens de Grote Hongersnood halverwege de negentiende eeuw.
Galway kwam pas weer tot bloei in de tweede helft van de twintigste eeuw. De stad weet maximaal te profiteren van de groei die Ierland heeft ervaren sinds de toetreding tot de EU. Tegenwoordig is Galway dan ook een snel groeiende stad met een, zelfs voor Ierse begrippen, zeer jonge bevolking, mede dankzij de aanwezigheid van de universiteit. De aanwezigheid van hooggeschoold personeel met Engels als moedertaal maakte de stad aantrekkelijk als vestigingsplaats voor Amerikaanse en Canadese bedrijven na de toetreding van Ierland tot de EU.

## Onderwijs

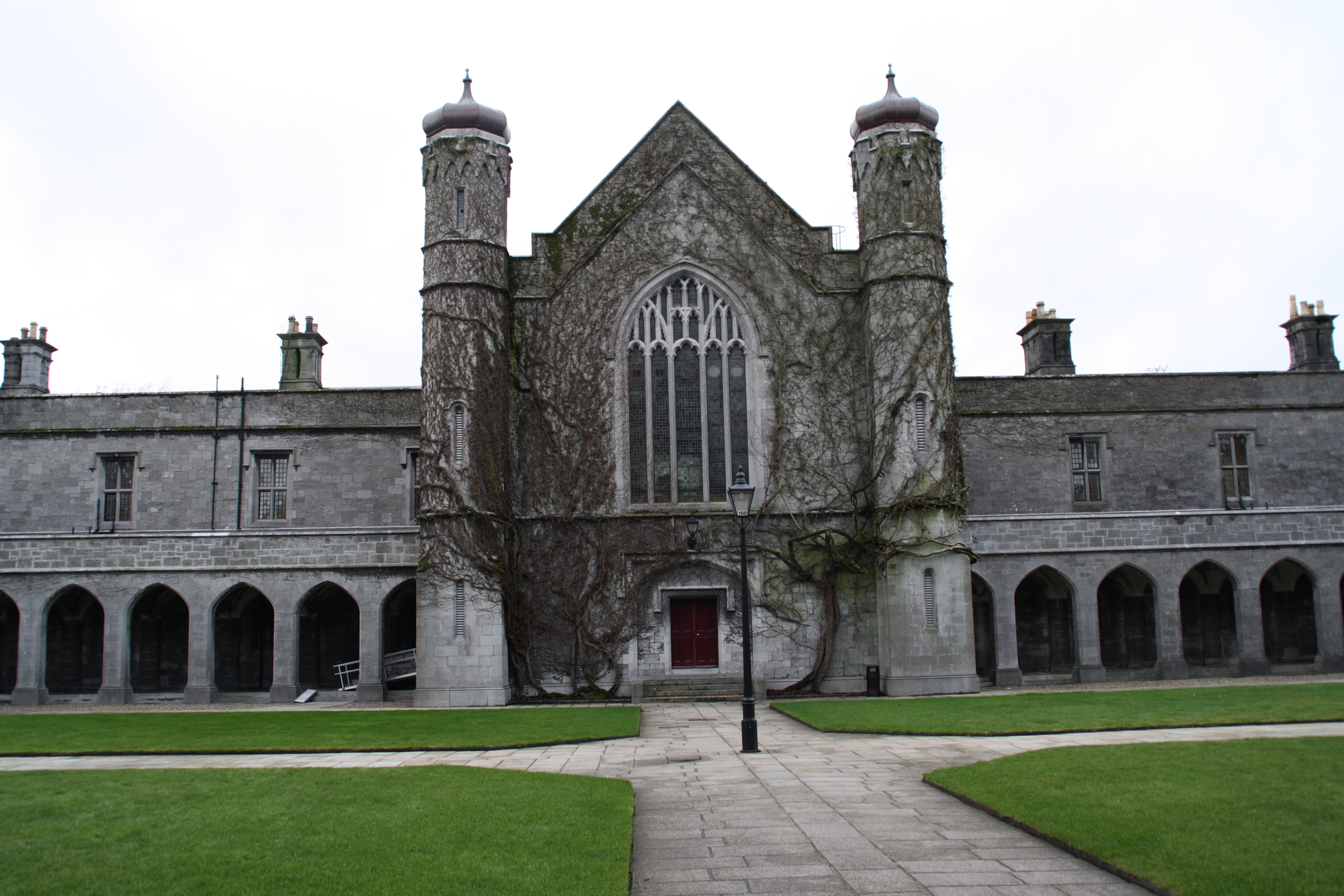
Hoofdgebouw van de universiteit

Sinds 1845 is in de stad een universiteit gevestigd. De gebouwen van NUI Galway zijn geconcentreerd aan de noordzijde van de stad langs de Corrib. Van de 17.000 studenten (2015) komen er zo'n 2.000 van buiten Ierland.

## Bestuur
Hoewel Galway de hoofdstad is van het graafschap Galway valt de stad bestuurlijk zelf buiten de bevoegdheid van het bestuur van het graafschap. De stad heeft een eigen bestuur: de City council. In het Ierse systeem van lokaal bestuur heeft de city council dezelfde positie als het bestuur van een graafschap.
| Partij           | 2009 | 2014 | 2019 |
| Fianna Fáil      | 3    | 3    | 5    |
| Fine Gael        | 3    | 4    | 3    |
| Groenen          | -    | -    | 2    |
| Labour           | 5    | 2    | 1    |
| Social Democrats | -    | -    | 1    |
| Onafhankelijk    | 4    | 6    | 6    |
| Sinn Féin        | -    | 3    | 0    |
| Totaal           | 15   | 18   | 18   |

De raad kiest ieder jaar uit zijn midden een voorzitter. Deze draagt de titel Mayor of Galway City. In 2019 is dit het onafhankelijke-raadslid Mike Cubbard.
De stad maakt deel uit van het kiesdistrict Galway West voor de verkiezingen van het Ierse parlement: Dáil Éireann.

## Toerisme

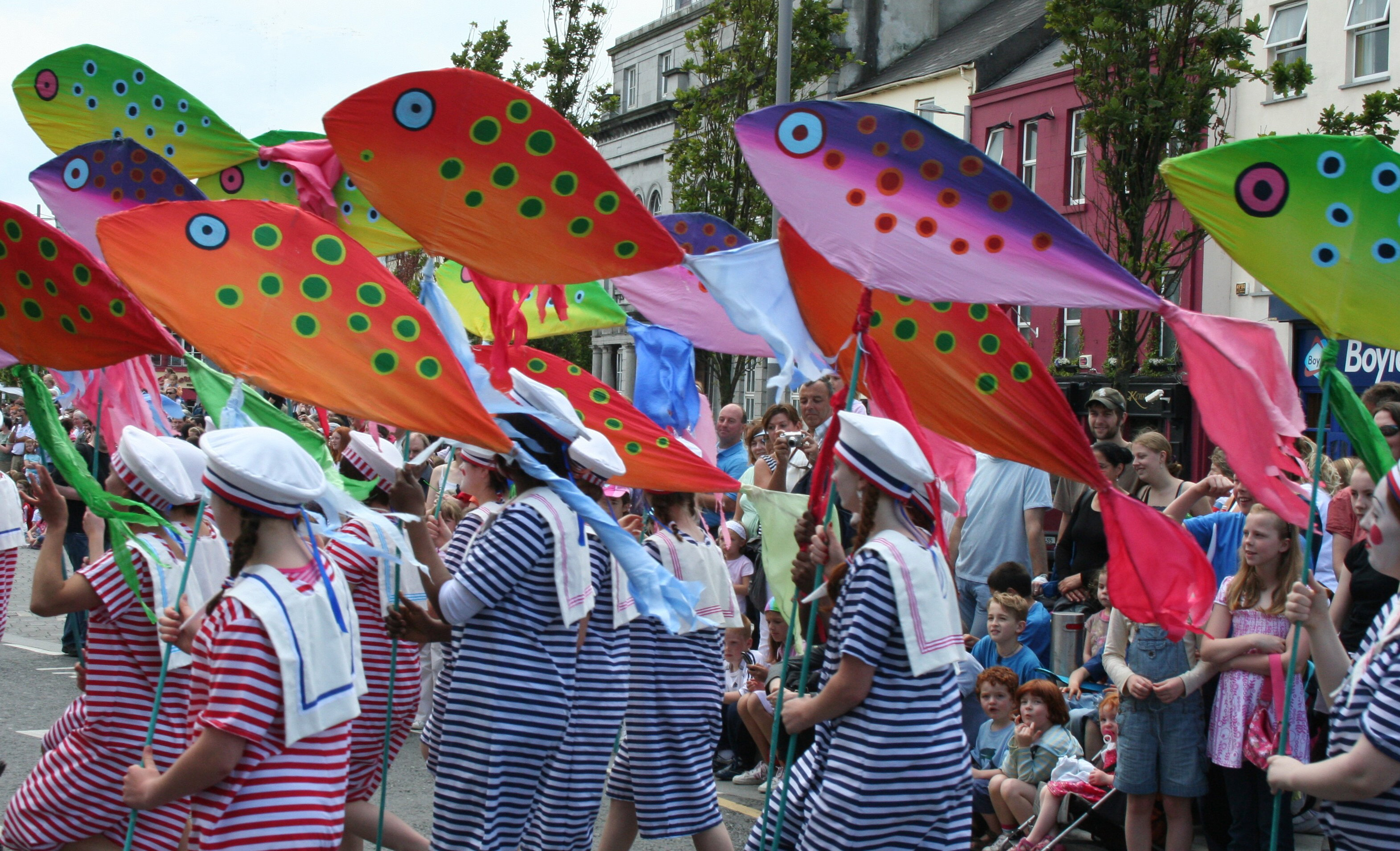
Het Galway Arts Festival in 2007

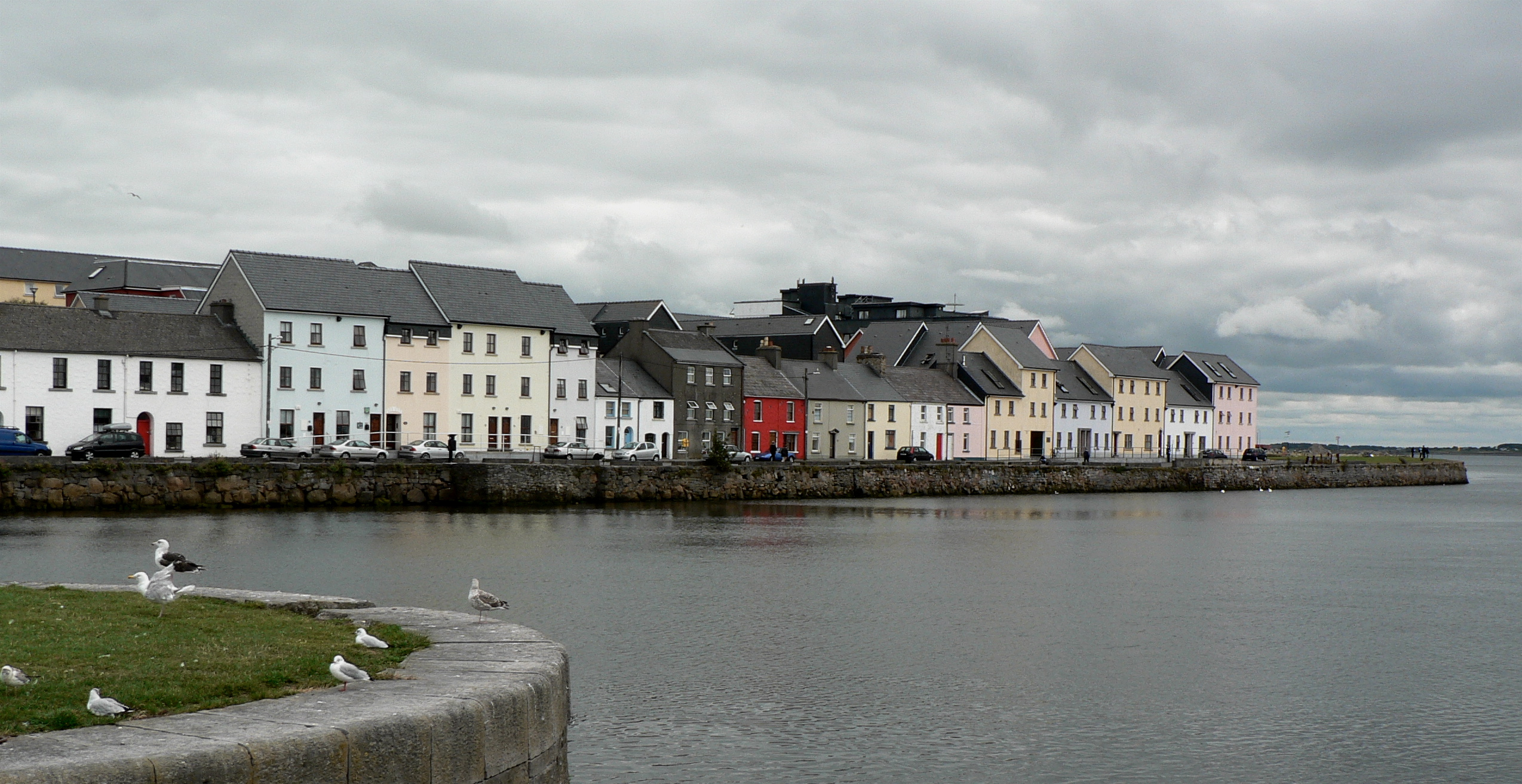
Huizen aan de Corrib-rivier die Galway doorkruist

Galway is ook voor de Ieren zelf een echt toeristencentrum. De stad ligt aan de rand van een van de mooiste gebieden in Ierland, Connemara. Omdat in dat gebied maar relatief weinig accommodaties zijn gebruiken veel toeristen de stad als uitvalsbasis. Direct ten noorden van de stad, als onderdeel van het stroomgebied van de rivier, ligt Lough Corrib.
De stad is ook zelf populair als bestemming. Mede vanwege de aanwezigheid van de universiteit heeft de stad talrijke pubs, met zoals gebruikelijk in Ierland, een zeer levendig muziekleven. Erg populair is bijvoorbeeld The Kings Head. Daarnaast is de stad als regio-centrum ruim voorzien met winkels.
Bezienswaardigheden in de stad zijn onder meer de Spanish Arch een overblijfsel van de middeleeuwse omwalling, de groene Galway Cathedral en het City Museum. De wijk Salthill, aan de Baai van Galway ademt de sfeer van een badplaats. In de wijk Claddagh werd tot in het begin van de twintigste eeuw nog Iers gesproken. In de stad is ook een theater, waar Ierstalig drama wordt gespeeld.
Vanuit Galway is ook het ruige gebied de Burren in het graafschap Clare met de Cliffs of Moher zeer goed bereikbaar.
Ieder jaar in juli vindt het Galway Arts Festival plaats, een internationaal festijn met honderden deelnemers uit de hele wereld.

## Vervoer
De stad heeft een spoorverbinding met Dublin en sinds 2010 ook weer met Limerick. Even buiten de stad ligt een vliegveld, waarvandaan verbindingen zijn met Dublin en een aantal bestemmingen in het Verenigd Koninkrijk.
Per weg is Dublin bereikbaar via de N6. In december 2009 werd de M6 geopend, een snelwegverbinding tussen Dublin en Galway. Even buiten Galway kruist deze met de N18 die de stad verbindt met Limerick en verder naar het zuiden.

## Stedenband
- Seattle, Verenigde Staten

## Geboren
- Frank Harris (1856-1931), schrijver, publicist, redacteur en uitgever
- Christy O'Connor sr. (1924-2016), golfer
- Christy O'Connor jr. (1948-2016), golfer
- Ken Bruen (1951-2025), schrijver
- Eamon Deacy (1958-2012), voetballer
- Pat Gibson (1961), quizzer
- Brendan Murray (1996), zanger

## Varia
- In de roman Elementaire deeltjes (1998) van Michel Houellebecq werkt een van de twee hoofdpersonen, de moleculair bioloog Michel Djerzinski, de laatste tien jaar van zijn leven als onderzoeker aan het Centre for Genetic Research in Galway. Zijn wetenschappelijk pionierswerk op het gebied van gentechnologie leidt in 2029, twintig jaar na zijn mysterieuze verdwijning, tot de creatie van een nieuwe, verbeterde mensensoort.[1]